# Alfonso López Trujillo
Alfonso López Trujillo, kolumbijski rimskokatoliški duhovnik, škof in kardinal, * 8. november 1935, Villahermosa, † 19. april 2008, Rim.

## Življenjepis
13. novembra 1960 je prejel duhovniško posvečenje.
25. februarja 1971 je bil imenovan za pomožnega škofa Bogote z osebnim nazivom nadškofa oz. naslovnega nadškofa Bosete. 25. marca istega leta je prejel škofovsko posvečenje.
22. maja 1978 je bil imenovan za nadškofa-koadjutorja Medellína; položaj nadškofa je nasledil 2. junija 1979 in z njega odstopil 9. januarja 1991.
2. februarja 1983 je bil povzdignjen v kardinala in imenovan za kardinala-duhovnika S. Prisca.
8. novembra 1990 je bil imenovan za predsednika Papeškega sveta za družino v rimski kuriji, kar je ostal do smrti. 
2. aprila 2005 je bil suspendiran in 21. aprila istega leta (ponovno) potrjen s strani novega papeža.
17. novembra 2001 je statusno napredoval v kardinala-škofa Frascatija.
Umrl je v Rimu 19. aprila 2008 v 73. letu starosti.